# Auguste Nicolas Gendrin
Auguste Nicolas Gendrin, född 1796 i Châteaudun, departementet Eure-et-Loir, död 1890, var en fransk läkare. 
Gendrin blev 1821 medicine doktor i Paris och var sedan anställd som läkare vid Hôtel-Dieu de Paris (1831), Hôpital Cochin (1832) och Hôpital de la Pitié (1836–60). Bland hans många skrifter märks Histoire anatomique des inflammations (två band, 1826–27), Monographie du choléra-morbus épidémique de Paris (1832), Traité philosophique de médecine pratique (tre band, 1838–41), Leçons sur les maladies du cœur et des gros artères (1841–42).